# Federația Internațională de Canoe
Federația Internațională de Canoe (în engleză International Canoe Federation, acronim ICF) este organismul internațional de conducere al sportului de kaiac-canoe, recunoscut de Comitetul Olimpic Internațional (CIO). Are sediul în Lausanne, Elveția și 157 de țări sunt afiliate după ce șapte federații naționale au fost adăugate la Congresul ICF din 2008 de la Roma.

## Discipline
Principali
- Canoe sprint
- Canoe slalom
- Wildwater canoeing
- Canoe marathon
- Canoe polo
- Canoe freestyle
- Dragonboat
- Surfski

Alte
- Va-a
- Canoe velier
- Waveski
- Life saving
- Rafting

## Legături externe
- Site web oficial